# 礼店千户所
礼店千户所，明朝设置的千户所。
元朝时置礼店文州元帅府，治所在今甘肃省礼县东。属吐蕃宣慰司。大德十一年（1307年）改属脱思麻宣慰司。明朝洪武四年（1371年），置礼店千户所，移今礼县治。属眠州卫，后改属秦州卫。清初废。